# 古希腊著作的流传

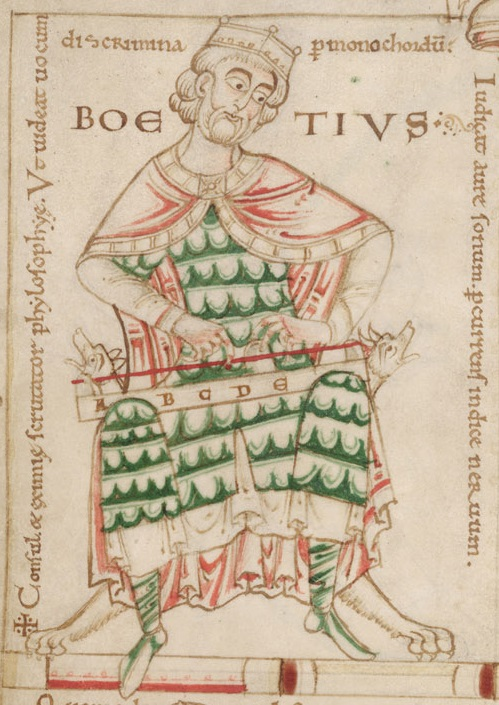
羅馬哲學家波爱修斯將大量希臘經典翻譯成拉丁文

古希腊著作的流传是指中世纪時期古希腊著作傳播至西欧並翻譯成拉丁文的過程。 中世纪前期，西方世界對对古希腊著作兴趣不大，但随着東西方的交流，西方世界逐漸對古希臘著作產生興趣。
古希腊哲学作品都是用古希腊语写成的，後來這些作品相繼翻译成敘利亞語、阿拉伯语和波斯语，之後再翻譯成拉丁文。随着十字軍東征以及東羅馬帝國的衰敗，许多東羅馬帝國境內研究古希腊著作的学者逃往西欧，他們還帶來了用古希臘語寫成的古希臘著作。許多西方學者將古希臘語的著作直接翻譯成拉丁文。 